# Horváth Tivadar (színművész)
Horváth Tivadar (Budapest, 1920. március 19. – Leányfalu, 2003. április 30.) Jászai Mari-díjas színművész, érdemes művész, rendező.
Egyes időszakokban az ország egyik legnépszerűbb művésze volt, sikeres színész, rendező, énekes egy személyben. Igényességéről még ma is legendákat mesélnek.

## Élete, munkássága

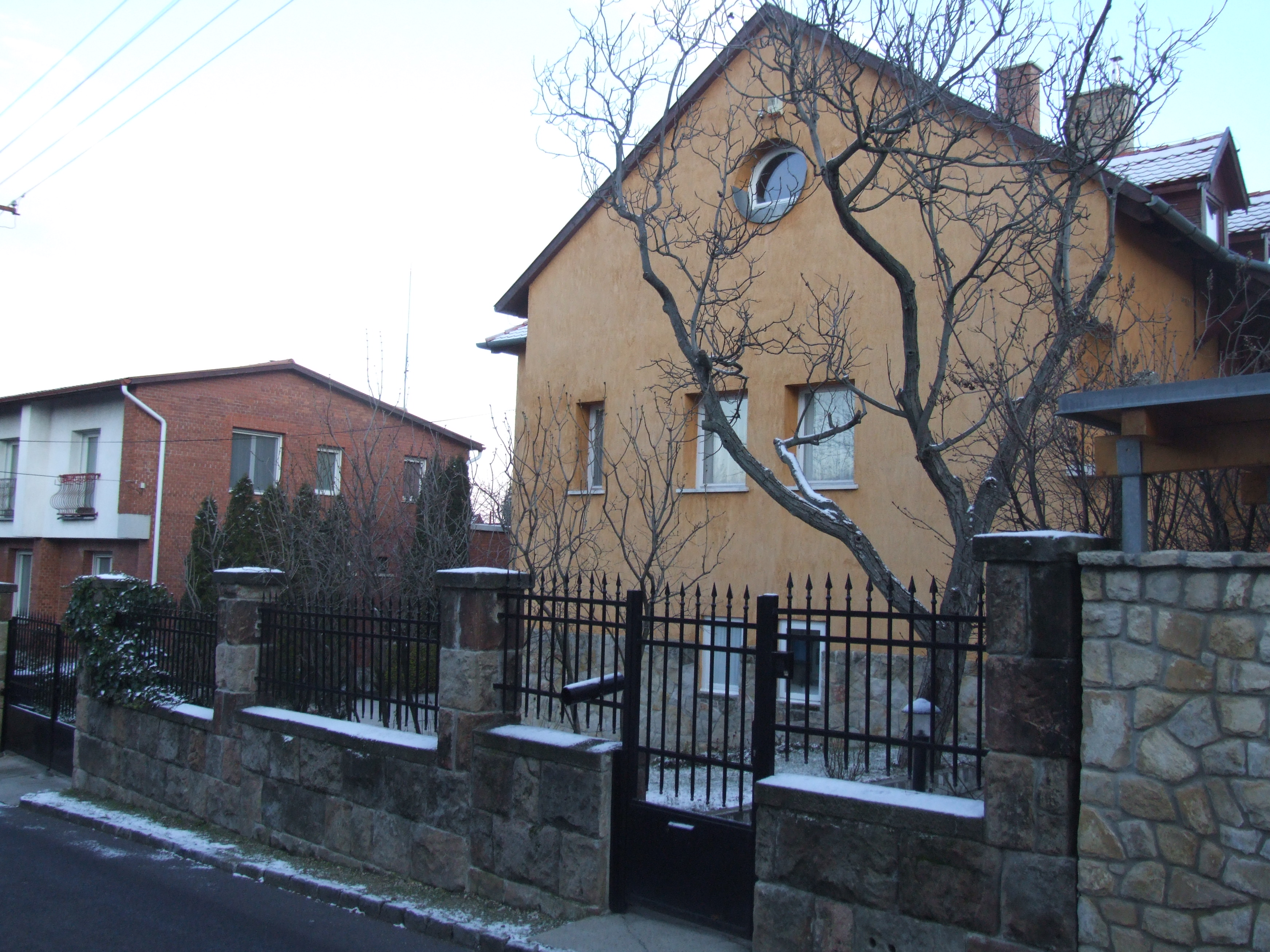
A „Matyóbaba” vendéglő, illetve a művész lakóháza állt ennek az épületnek a helyén a XII. kerületi Matyó utcában

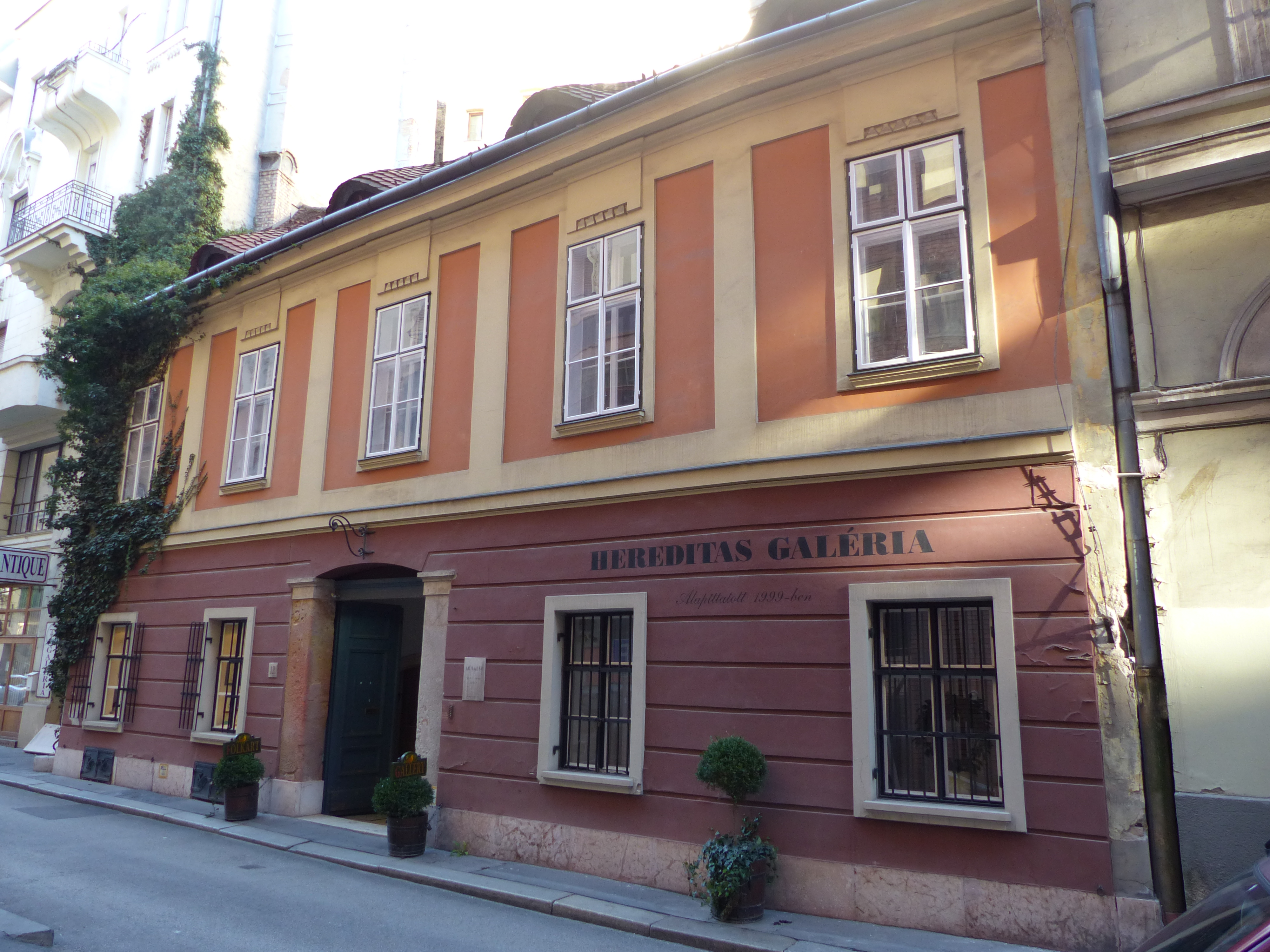
A Horváth család háza a Belvárosban

1941-ben végzett a Színiakadémián, mellette sikeresen abszolválta a hegedű szakot a Zeneakadémián és a filozófia-művészettörténet szemesztereit a Pázmány Péter Tudományegyetemen.

Háborús katonai szolgálatát Budapesten töltötte. Sokan nem tudják, hogy Somogyvári Rudolf színésztársával együtt több tucat embert mentett meg a biztos haláltól. Így emlékszik erre az egykori szemtanú:
1943 végén behívtak munkaszolgálatra. A kerettel együtt kivittek minket a Józsefvárosi pályaudvarra, hogy bevagonírozzanak, és irány a front, vagy nem is tudom hova szánták a mi munkaszolgálatos századunkat. A pályaudvar akkori két parancsnoka Somogyvári Rudolf és Horváth Tivadar volt. Két fiatal pesti színész, akik egymást váltva voltak a parancsnokok, és közben esténként játszottak a színházukban. A két parancsnok mindegyike éppen ott volt, amikor megérkeztünk. Látták köztünk ismerőseiket, barátaikat. Félrevonultak pár percre, valamit megbeszélni, majd közölték a keret parancsnokával, hogy a pályaudvar karbantartásához szükségük van a zászlóaljra. Két nap alatt elintézték, hogy már hivatalosan is a pályaudvar karbantartásán dolgoztunk. Nem volt szabad a keretnek bántani minket, vagy az élelmezésünket szabotálni. A pályaudvar fűtött várótermét rendezték be szállásunknak, és aki küldött haza levelet, hogy hol van, azt is eljuttatták. Négy hónapon keresztül »dolgoztunk« a pályaudvar karbantartásán, és ezzel megúsztuk a frontra vitelünket, és a nagyon hideg 1943-as telet. Lehet, hogy sokan vannak közülünk, akik az életüket ennek a négy hónap pályafenntartásnak köszönhetik.
A pályát a Szegedi Nemzeti Színházban kezdte 1941-ben, majd játszott a pécsi állami társulatban is 1942 és 1945 között. A háború után Budapesten tagja volt a Szabad, a Víg-, a Belvárosi és a Magyar Színháznak. 1950–51-ben az Úttörő Színház művésze, majd 1959-ig a Vidám Színpad rendezője volt. Az Operettszínháznak 1957-től két éven át a főrendezője volt. 1960-ban csatlakozott a zenés műfaj megújítására hivatott, Izabella téri Petőfi Színházhoz. Ennek megszűnése után, 1964-ben ismét a Vidám Színpad társulatához csatlakozott. Itt rendezett és játszott is.
Horváth Tivadar nagy műveltségű, igényes művész volt. Ebből konfliktusai is fakadtak, operettszínházi ténykedése alatt például a karmesterekkel és zenészekkel, akik nehezen viselték, amikor a „csak” rendező előjátszotta az állítólag eljátszhatatlan szólamot.
Kísérletező, az újra fogékony, a középszert elutasító, maximalista művész volt. Így történhetett, hogy a rádióban és az éppen induló televízióban is úttörő szerepet vállalt, illetve kapott. Mindent megtett a revük elfogadtatásáért, felvirágoztatásáért. Az ötvenes években induló jégrevük indulásánál is bábáskodott.
Többek között a Párizsban szép a nyár, a Planta-dal, a Négy kicsi egér és az Andaxin kora című produkciói váltak ismertté.
Több évtizedig a XII. kerületi Matyó utcában élt feleségével, aki a „Matyóbaba” névre keresztelt vendéglőt vezette, melynek törzsközönsége és betérő vendégei egyaránt számos alkalommal élvezhették a művész társaságát.

## Színházi munkáiból
A Színházi adattárban regisztrált bemutatóinak száma: 99 (színész); 62 (rendező).

### Színházi előadásai
- Pirandello: IV. Henrik (címszerep)
- Madách Imre: Az ember tragédiája (Lucifer)
- Brecht–Weill: Koldusopera (Leprás Mátyás)[7]
- Ránki György–Hubay Miklós–Vas István: Egy szerelem három éjszakája (Viktor)
- Heltai Jenő: Naftalin (Laboda)
- Scribe: Vihar egy pohár vízben (Bolingbroke márki)
- Poiret: Őrült nők ketrece

### Színházi rendezései
- Lajtai Lajos: Három tavasz
- Fényes Szabolcs: Maya
- Ábrahám Pál: Bál a Savoyban
- Eisemann Mihály–Baróti Géza–Dalos László: Bástyasétány 77
- Millöcker: Koldusdiák
- Breffort–Monnot: Irma, te édes
- Láng György: Két férfi az ágy alatt

## Játékfilmek
| - A cigány (1941) - Magdolna (1941) – fodrász - Ludas Matyi (Nádasdy Kálmán, Ranódy László, 1949) - Gyarmat a föld alatt (1951) - Déryné (1951) – Balogh István - Állami Áruház (Gertler Viktor, 1952) – Klimkó - A város alatt (1953) – Zederspitz - Föltámadott a tenger (1953) – pincér - Csapj az asztalra (rövidfilm, 1953) - A bűvös szék (rövidfilm, 1954) – titkár - Rokonok (1954) - Az élet hídja (1955) – Kicskó - A csodacsatár (1956) – Filippo - Dollárpapa (1956) – a főispán fia - Micsoda éjszaka! (Révész György, 1958) – Vili - Fekete szem éjszakája (1958) – Georgina férjének barátja - Délibáb minden mennyiségben (1961) - A tizedes meg a többiek (1965) – Gutnacht német tiszt - És akkor a pasas… (1966) – német filmrendező - Nem várok holnapig (1967) - A halhatatlan légiós – akit csak Péhovardnak hívtak (1970) - Kapaszkodj a fellegekbe! I–II. (1971) – Herceg - Kojak Budapesten (1980) - Andaxin kora (1989) - Vörös vurstli (1992) – uzsorás | - 1957-ben Várkonyi Zoltánnal karöltve ő rendezte az első, televíziós szilveszteri kabarét - Egy, kettő, három (1959) – Norrison - Májusi körhinta (1962) - És ön mit tud? (1962) - Színészek a porondon (1963) - Slágermúzeum (1963) - Tóbiás és a többiek (1965) – George - Graf Kozsibrovszky macht ein Geschäft (1966) - II. Fülöp (1967) – Fazék, főigazgató - Zágon-est (1967) - Marokkói mátkapár (1968) – Mercus - Az ember tragédiája (1969) - Halálnak halála (Szinetár Miklós, 1969) - Viccelni veszélyes (1970) - A vörös macska (1970) – Maxim - Különös vadászat (Kígyós Sándor, 1972) - Aranyborjú (1974) - Trisztán (Szinetár Miklós, 1975) - Hungária Kávéház (1977) – grafológus - Az Elnökasszony (1977) - A TV a zene otthona (1978) – Sir Edwin J. Perkins - Zenés TV Színház - Maya (1979) – rendező - A koldusdiák (1979) – Ollendorf - Telepódium - A végzet asszonya (1983) – apa - Két férfi az ágy alatt (1983) – rendező, színész - Telepohár (1983) - Kikkel vagyunk körülvéve? (1984) - Spanyolul tudni kell (1984) – Juan Serrano - Televáró (1985) - Házasságszédelgő (1986) – bíró - A varázsló álma (Molnár György, 1986) - Rendhagyó feltámadás (1990) - A Pesti Kabaré (rendező) - Foxi Maxi kalandjai (szinkron: róka) |

## Rádió
A negyvenes évek végén, két évig a Rádiószínház társulatának tagja volt. Később rendezői megbízásokat is kapott. Erről az időszakról írt visszaemlékezést műsorainak egyik szerkesztője, Takács Tibor, a Hegyvidék című lapban. 1961-ben ő rendezte a szilveszteri kabarét. Ebben a műsorban indult el Róna Tibor, az egyik legtermékenyebb magyar humorista.
Horváth Tivadar sokoldalúságát az intézmény maximálisan kiaknázta. A rádiójátékok, kabarék állandó szereplője volt; számos sanzonfelvételét is őrzi az archívum. Országos népszerűséget biztosított számára A Szabó család című folytatásos rádiójátékban Péteri úr, az intrikus szomszéd évtizedekig játszott szerepe.
- Ivan Turgenyev: A huncut vidéki asszony (1946)
- Vészi Endre: A pók hatalma (1947)
- "Bolond Istók és a sajtó" (1948)
- A Pickwick-club utazásai - Krónikás: Lenkei Lajos (1948)
- Valentyin Petrovics Katajev: Távolban egy fehér vitorla (1948)
- Kosztolányi Dezső: Aranysárkány (1948)
- Petőfi Sándor: Caraffa (1948)
- Gyallay Domonkos: Hol a csizma (1949)
- Mikszáth Kálmán: Két választás Magyarországon (1949)
- Victor Hugo: A király mulat (1949)
- Konsztantyin Szimonov: Orosz kérdés (1949)
- Major Ottó: A Kispörös-család (1951)
- Szász Péter: Zúg a folyó (1951)
- Szentgyörgyi Elvira: Háráp Álb (1951)
- Bárány Tamás: Vasból való vár (1952)
- Ernst Fischer: Megtalált ifjúság (1952)
- Lontay László: Kain (1952)
- Edmond Rostand: Cyrano de Bergerac (1952)
- Peterdi Pál: Hódító Vilmos (1952)
- Vészi Endre: A vashuta emberei (1952)
- Kemény Egon–Ignácz Rózsa–Soós László–Ambrózy Ágoston: Hatvani diákjai (1955) daljáték, Füzéressy Kristóf
- Mándy Iván: Megdöflek a versem végén! (1955)
- Vajda István: A Török-utcai eset (1955) (rendező)
- Vészi Endre: Szélvihar Kőszegen (1955)
- Király Dezső: Sok hűhó valamiért (1956)
- Heltai Jenő: Jaguár (1958)
- Molnár Ferenc: Egy, kettő, három (1958)
- Anton Pavlovics Csehov: Fölfelé a létrán (1960)
- Henrik Bardijevszkij: Lépcsők (1965)
- Novobáczky Sándor: A csapat érdekében (1965)
- Tordon Ákos: Csókaréti majális (1967)
- Bozó László: Gyilkosság a sztriptízbárban (1968)
- Kaposy Miklós-Mike Klári: A sanzon Magyarországon (1968)
- Tom Stoppard: Albert hídja (1969)
- Vihar Béla: Az utas (1970)
- Aldous Huxley: Légnadrág és társai (1971)
- Szegedi Lőrintz: Theophania (1971)
- Ivan Bukovcan: Majdnem isteni tévedés (1972)
- Karinthy Frigyes: Egy nőt szeretni (1973)
- Karinthy Frigyes: Kiáltvány (1973)
- Karinthy Frigyes: Megélek a levegőből (1973)
- Karinthy Frigyes: Minden másképp van (1973)
- Maróti Lajos: Éjszakai járat (1973)
- Dahl-Lundberg: A lyukasztós bérlet (1974)
- Karinthy Frigyes: Mennyei riport (1974)
- Moldova György: A börtönválogatott (1974)
- René de Obaldia: A vak könnyei (1974)
- Mándy Iván: Ha köztünk vagy, Holman Endre (1975)
- Marcel Aymé: A faljáró (1976)
- Wolfgang Kohlhaase: Kürtös érkezik (1976)
- Joachim Walther: A zöldövezet (1976)
- Ismeretlen ismerősök - Hunyady Sándor (1978) (szereplő, rendező)
- Vészi Endre: A sárga telefon (1979)
- Karinthy Frigyes: Gépek dzsungelje (1980)
- Feleki László: Világtörténeti panasziroda (1981)
- Karc: 1981. nyári kiadás (1981)
- Karc: 1981. december (1981)
- Karc: 1982. őszi kiadás (1982)
- Bárány Tamás: Egy boldog família (1983)
- Hogyhogy? - Moldova György szimbóleumai (1984)
- Kamarás István: Bulányvölgyi állomások (1984)
- Rejtő Jenő és Vágó Péter: P. Howard visszatér és Piszkos Fred vele tart (1984)
- Balázs Attila: Mont Blanc hava (1987)
- Fromaget: A Próféta rokona (1991)

### Kabaré, sanzon, sláger
Kiváló sanzonénekes volt: a legnagyobbakkal – Medgyaszay Vilma, Sennyei Vera, Zsolnai Hédi, Ráday Imre – említik együtt a nevét. A legnagyobb sikerét viszont egy sanzonparódiával érte el. Ő vitte sikerre minden idők egyik legnagyobb magyar slágerét Párizsban szép a nyár címmel.
Soós András Négy kicsi egér című monológját a kabaré klasszikus, utánozhatatlan számai közé emelte. Hasonlóan frenetikus sikerre vitte Radványi Ervin Andaxin kora című írását. Magánszámai a rádióban és a Vidám Színpadon is népszerűek voltak, annak ellenére, hogy az intellektuális humor művelőjeként tisztelték.

## Méltatás

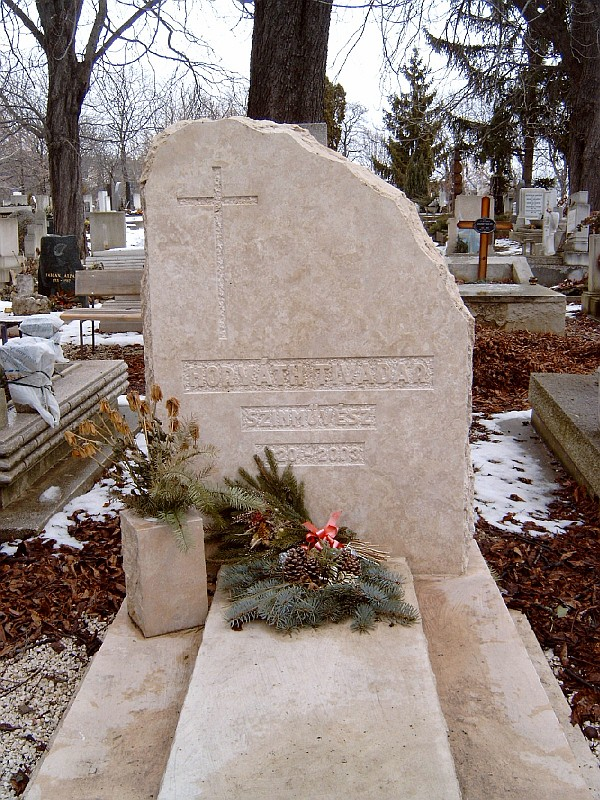
Horváth Tivadar sírja Budapesten. Farkasréti temető 25-10-71.

„Gerhardt Pál rendezte a híres Foxi Maxi-sorozat magyar szinkronját. Egymás után érkeztünk a tévé szinkronstúdiójába az első forgatási napon. Gerhardt a tőle megszokott, rövid, tömör instrukcióival fogadta a színészeket. Bejött Szuhay Balázs. „Szervusz, Balázskám! Te vagy a Kandúr Bandi! Rajzfilm, vékony hang, torzítva!” Bejött Kiss Manyi. „Manyika, drága! Te vagy a kis »erős« egér! Rajzfilm, vékony hang, torzítva!” Bejött Agárdi Gábor. „Gabikám, édes! Te vagy a farkas! Rajzfilm, vékony hang, torzítva!” Végül bejöttem én. „Szervusz, Tivadarkám! Te vagy a róka! Csak saját hang!” A nagy nevetésre Gerhardt csak ennyit mondott: „Körül is írhattam volna, de az legalább egy órát elvett volna a felvételből.”

– Dallos Szilvia

## Kitüntetései
- Jászai Mari-díj (1956)
- Érdemes művész (1980)
- A Magyar Köztársasági Érdemrend tisztikeresztje (1995)

### Kép és hang
- Párizsban szép a nyár
- Négy kicsi egér